# Stortorget (Stockholm)

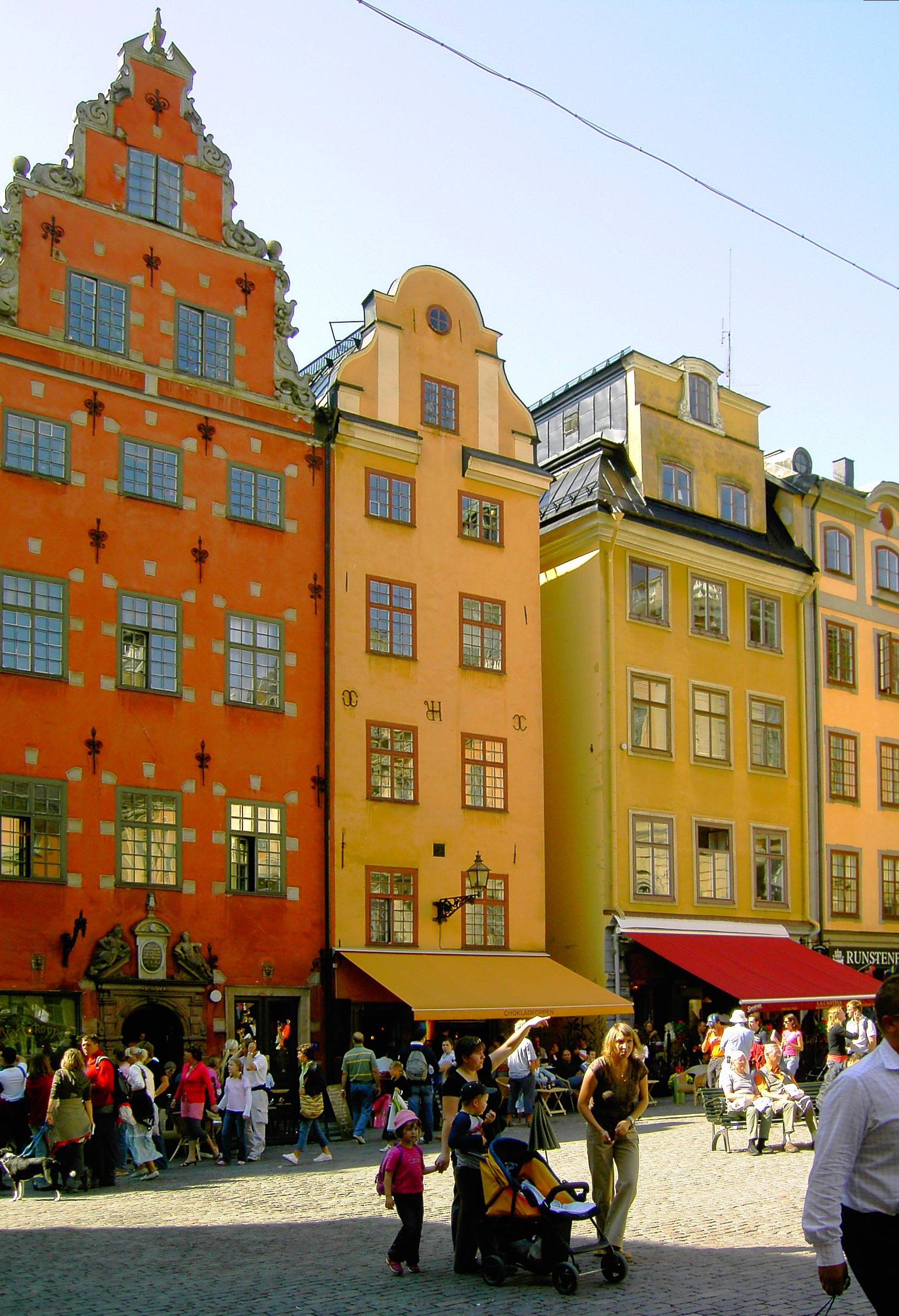
Stortorget

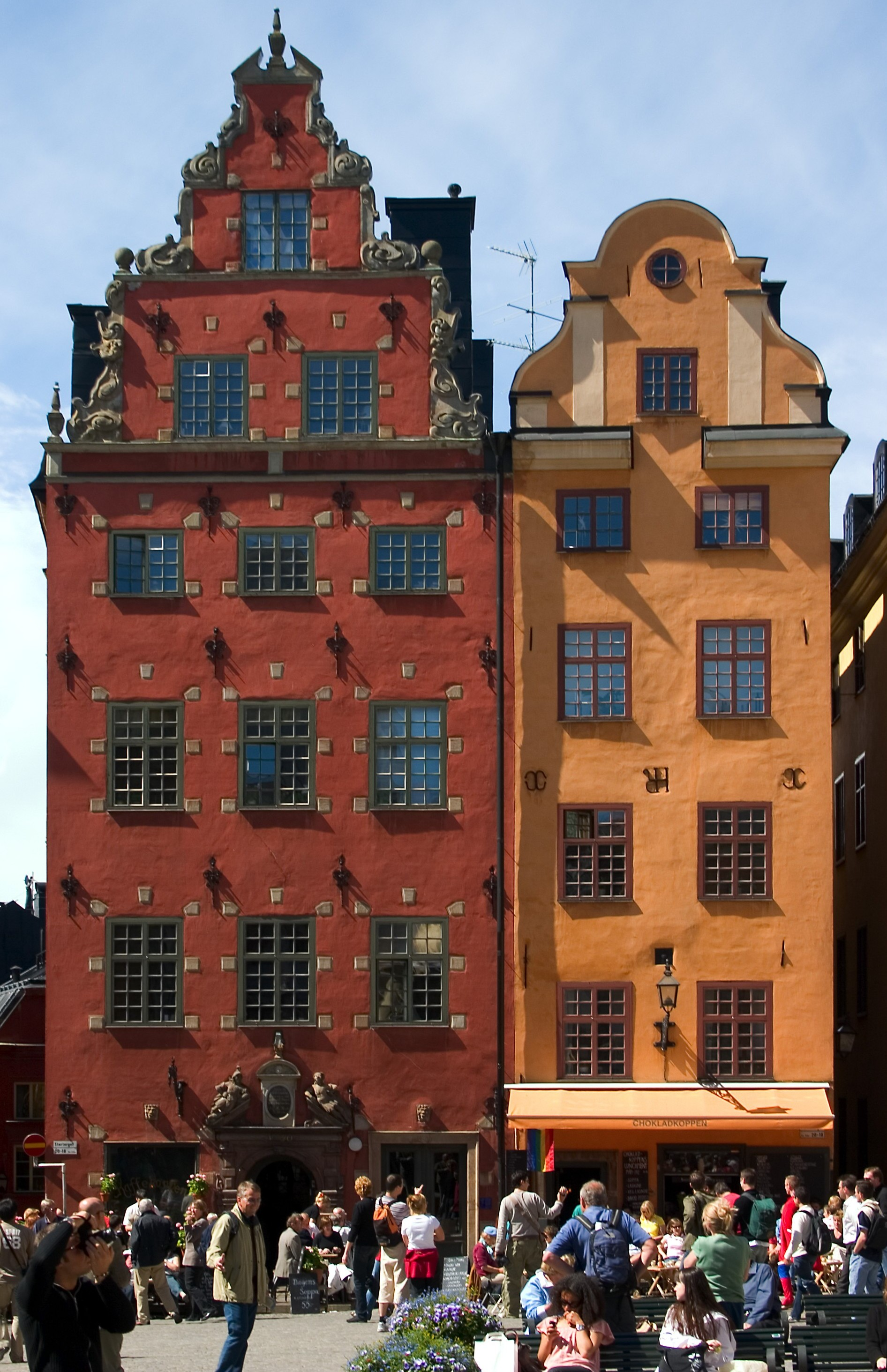
Nummers 18 en 20: Kaffekoppen en Chokladkoppen

Stortorget (Het Grote Plein) is een plein in Gamla Stan in Stockholm. Op het midden van het plein ligt een fontein waarop afstanden naar verschillende plaatsen in de wereld te zien zijn. Het Stockholms bloedbad vond hier in 1520 plaats. Het plein staat bekend om zijn jaarlijkse kerstmarkt. Het beursgebouw van Stockholm is aan het plein gevestigd.